# Amtsdirektor
Amtsdirektor ist ein Öffentliches Amt.

## Deutschland

### Brandenburg
Der brandenburgische Amtsdirektor ist Hauptverwaltungsbeamter und ausführendes Organ eines brandenburgischen Amtes. Als Wahlbeamter auf Zeit wird er für eine Amtszeit von acht Jahren vom Amtsausschuss, als dem höchsten Organ des Amtes, gewählt.
Er leitet die Verwaltung, nimmt die Außenvertretung des Amtes und der amtsangehörigen Gemeinden wahr, bereitet deren Beschlüsse vor und führt sie durch. Als Leiter ist er auch für die innere Organisation und alle Geschäfte der laufenden Verwaltung zuständig.

### Schleswig-Holstein
In Schleswig-Holstein ist der Amtsdirektor der Leiter einer Amtsverwaltung, die hauptamtlich geführt wird. Er ist Dienstvorgesetzter der gesamten Amtsverwaltung und wird vom Amtsausschuss gewählt. Die Wahlzeit beträgt mindestens 6, höchstens 8 Jahre, der Amtsdirektor ist Beamter auf Zeit. Er vertritt das Amt nach außen und leitet die Verwaltung in eigener Zuständigkeit nach den Zielen und Grundsätzen des Amtsausschusses und im Rahmen der von ihm bereitgestellten Mittel. Er ist für die sachliche und wirtschaftliche Aufgabenerledigung, die Organisation und den Geschäftsgang der Verwaltung verantwortlich. Er ist zudem die oberste Dienstbehörde.

## Österreich
In Österreich bezeichnet Amtsdirektorin oder Amtsdirektor einen Amtstitel für Beamte der Allgemeinen Verwaltung im gehobenen Dienst nach der Verwendungsgruppe A2, in den Funktionsgruppen 3–8 ab einem Besoldungsdienstalter von 16 Jahren und 6 Monaten(§ 140 (1) BDG 1979). Es ist der höchste Amtstitel, den ein nicht-akademischer Beamter erhalten kann. Amtsdirektorinnen oder Amtsdirektoren übernehmen im Verwaltungsbereich komplexe Aufgaben und sind auch mit der Führung von Referaten betraut.